# Grisel
Grisel – gmina w Hiszpanii, w prowincji Saragossa, w Aragonii, o powierzchni 14,51 km². W 2011 roku gmina liczyła 66 mieszkańców.